# Gran Premio di Spagna 2014
Il Gran Premio di Spagna 2014 è stata la quinta prova della stagione 2014 del campionato mondiale di Formula 1. La gara, disputatasi domenica 11 maggio 2014 sul circuito di Catalogna a Montmeló, è stata vinta da Lewis Hamilton su Mercedes, al ventiseiesimo successo nel mondiale, il quarto consecutivo; Hamilton ha preceduto sul traguardo il suo compagno di squadra Nico Rosberg e Daniel Ricciardo su Red Bull Racing-Renault, al suo primo podio in F1.

## Vigilia

### Sviluppi futuri
Gli organizzatori del Gran Premio propongono di modificare, dal 2015, l'intitolazione della gara. Da Gran Premio di Spagna a Gran Premio di Barcellona, al fine di sfruttare meglio la notorietà internazionale della città catalana.
Il 1º maggio si tiene a Londra una riunione tra i team del campionato al fine di individuare delle proposte che riducano i costi della competizione.
Gli organizzatori del Circuito di Long Beach allungano il contratto con il campionato nordamericano di IndyCar, mettendo così fine alla possibilità che il tracciato venga riutilizzato, nel futuro prossimo, dalla Formula 1. Il circuito californiano ha ospitato la massima formula tra il 1976 e il 1983.
Viceversa il ministro dello Sport dell'Azerbaigian annuncia che, dal 2015, il suo Paese ospiterà una gara del campionato mondiale, da tenersi su un circuito cittadino disegnato per le vie di Baku. È stato anche ipotizzato che il Gran Premio possa essere anticipato già al 2014, in sostituzione del previsto Gran Premio di Russia, messo in dubbio dalla guerra dell'Ucraina orientale.

### Aspetti tecnici
La Pirelli fornitrice unica degli pneumatici, decide di utilizzare, per questo Gran Premio, gomme di tipo hard e di tipo medium. Sul circuito viene asfaltata la via di fuga alla curva 11, così come alla curva Elf, dove sono anche cambiati i cordoli. La FIA conferma le due zone dove è possibile l'utilizzo del Drag Reduction System: una sul rettilineo principale, e l'altra sul lungo dritto tra la Campsa e La Caixa.
La Red Bull fornisce a Sebastian Vettel un nuovo telaio. La Sauber porta in pista per Esteban Gutiérrez una versione alleggerita nel peso della C33.
Al fine di rendere più forte il rumore prodotto dal motore era stato prospettato il test del sound box sullo scarico di alcune monoposto. Tale test è stato successivamente posticipato alla sessione di prove che si terranno sul circuito catalano nella settimana dopo il Gran Premio.

### Aspetti sportivi
La FIA indica Danny Sullivan come commissario aggiunto per la gara. Lo statunitense ha già svolto in passato tale funzione, l'ultima nel Gran Premio d'Italia 2013.
Da questa stagione, il Gran Premio viene sponsorizzato dalla Pirelli, nome che rientra anche nella denominazione ufficiale della gara.
Alla Sauber, nelle prime prove libere, il pilota di riserva Giedo van der Garde prende il posto di Esteban Gutiérrez, mentre Felipe Nasr prende quello di Valtteri Bottas in Williams.

## Prove

### Resoconto
Nel primo turno di prove libere il più rapido è Lewis Hamilton della Mercedes. Il britannico ha staccato di quasi nove decimi il suo connazionale Jenson Button della McLaren e Daniel Ricciardo della Red Bull Racing. L'altro pilota della Mercedes, Nico Rosberg, è stato limitato da un problema di raffreddamento dell'ERS. Anche Sebastian Vettel ha avuto gravi problemi tecnici all'impianto elettrico, tanto da compiere solo 4 giri.
Hamilton si è confermato il più rapido anche nella seconda sessione. L'inglese ha ottenuto un buon riscontro cronometrico sia con gomme dure che con gomme medie. Si è classificato secondo in graduatoria il compagno di scuderia Nico Rosberg, staccato di 4 decimi. Terzo ha chiuso ancora Ricciardo, che ha preceduto le due Ferrari. L'altro pilota della Red Bull, Sebastian Vettel, non ha preso parte alla sessione, per i problemi tecnici riscontrati nel corso della sessione precedente. Jean-Éric Vergne è stato invece fatto partire dai box con la ruota anteriore sinistra non bene fissata alla vettura. La ruota si è staccata alla curva 2. Per questo incidente il pilota è stato penalizzato di dieci posizioni sulla griglia di partenza, mentre la scuderia ha subito una multa da 30 000 euro.
Nico Rosberg è risultato invece il pilota più rapido nella sessione del sabato mattina. Il tedesco ha preceduto Hamilton di otto decimi. Al terzo posto ha chiuso invece Fernando Alonso, staccato di un secondo e tre decimi da Rosberg. Vettel ha compiuto invece ben venti giri, per recuperare il tempo perso con il problema tecnico del venerdì.

### Risultati
Nella prima sessione del venerdì si è avuta questa situazione:
| Pos | Nº | Pilota           | Costruttore             | Tempo    | Gap    | Giri |
| --- | -- | ---------------- | ----------------------- | -------- | ------ | ---- |
| 1   | 44 | Lewis Hamilton   | Mercedes                | 1'27"023 |        | 17   |
| 2   | 22 | Jenson Button    | McLaren-Mercedes        | 1'27"891 | +0"868 | 26   |
| 3   | 3  | Daniel Ricciardo | Red Bull Racing-Renault | 1'27"973 | +0"950 | 21   |

Nella seconda sessione del venerdì si è avuta questa situazione:
| Pos | Nº | Pilota           | Costruttore             | Tempo    | Gap    | Giri |
| --- | -- | ---------------- | ----------------------- | -------- | ------ | ---- |
| 1   | 44 | Lewis Hamilton   | Mercedes                | 1'25"524 |        | 33   |
| 2   | 6  | Nico Rosberg     | Mercedes                | 1'25"973 | +0"449 | 36   |
| 3   | 3  | Daniel Ricciardo | Red Bull Racing-Renault | 1'26"509 | +0"985 | 38   |

Nella sessione del sabato mattina si è avuta questa situazione:
| Pos | Nº | Pilota          | Costruttore | Tempo    | Gap    | Giri |
| --- | -- | --------------- | ----------- | -------- | ------ | ---- |
| 1   | 6  | Nico Rosberg    | Mercedes    | 1'25"887 |        | 16   |
| 2   | 44 | Lewis Hamilton  | Mercedes    | 1'26"756 | +0"869 | 9    |
| 3   | 14 | Fernando Alonso | Ferrari     | 1'27"188 | +1"301 | 15   |

## Qualifiche

### Resoconto
La Q1 viene interrotta per l'uscita di pista di Pastor Maldonado, della Lotus, che esce alla curva 3. Il venezuelano non riporta danni fisici ma viene eliminato nella sessione. Assieme a lui sono esclusi i due piloti della Caterham, i due della Marussia e Adrian Sutil. La classifica è ancora condotta dai due piloti della Mercedes, che per passare alla Q2 non hanno nemmeno il bisogno di montare gomme medie.
Nella seconda parte le due vetture tedesche confermano la loro velocità, precedendo le due Red Bull. Fernando Alonso ha conquistato l'accesso alla fase decisiva per soli 83 millesimi di vantaggio su Nicolas Hülkenberg. Sono risultati eliminati, oltre al tedesco, anche l'altro pilota della Force India Sergio Pérez, i due piloti della Scuderia Toro Rosso (con Vergne che non ha compiuto nessun giro per preservare le gomme per la gara), Esteban Gutiérrez e Kevin Magnussen. Anche il danese non ha potuto effettuare nessun giro valido per il problema al suo sistema di propulsione.
Nella Q3 il più rapido, dopo il primo tentativo, è Lewis Hamilton. Con il secondo tentativo il compagno di scuderia Nico Rosberg scavalca il britannico, che però è capace di riprendersi la pole position. La seconda fila viene occupata da Daniel Ricciardo e Valtteri Bottas. Sebastian Vettel, per un problema al cambio non ottiene nessun tempo cronometrato. Hamilton conquista la pole numero 35, la ventiduesima per la Mercedes. Al termine della sessione Vettel è costretto a sostituire il cambio, venendo così penalizzato di 5 posizioni sulla griglia di partenza.

### Risultati
Nella sessione di qualifica si è avuta questa situazione:
| Pos                         | Nº | Pilota             | Costruttore             | Q1          | Q2          | Q3          | Griglia |
| --------------------------- | -- | ------------------ | ----------------------- | ----------- | ----------- | ----------- | ------- |
| 1                           | 44 | Lewis Hamilton     | Mercedes                | 1'27"238    | 1'26"210    | 1'25"232    | 1       |
| 2                           | 6  | Nico Rosberg       | Mercedes                | 1'26"764    | 1'26"088    | 1'25"400    | 2       |
| 3                           | 3  | Daniel Ricciardo   | Red Bull Racing-Renault | 1'28"053    | 1'26"613    | 1'26"285    | 3       |
| 4                           | 77 | Valtteri Bottas    | Williams-Mercedes       | 1'28"198    | 1'27"563    | 1'26"632    | 4       |
| 5                           | 8  | Romain Grosjean    | Lotus-Renault           | 1'28"472    | 1'27"258    | 1'26"960    | 5       |
| 6                           | 7  | Kimi Räikkönen     | Ferrari                 | 1'28"308    | 1'27"335    | 1'27"104    | 6       |
| 7                           | 14 | Fernando Alonso    | Ferrari                 | 1'28"329    | 1'27"602    | 1'27"140    | 7       |
| 8                           | 22 | Jenson Button      | McLaren-Mercedes        | 1'28"279    | 1'27"570    | 1'27"335    | 8       |
| 9                           | 19 | Felipe Massa       | Williams-Mercedes       | 1'28"061    | 1'27"016    | 1'27"402    | 9       |
| 10                          | 1  | Sebastian Vettel   | Red Bull Racing-Renault | 1'27"958    | 1'27"052    | senza tempo | 15      |
| 11                          | 27 | Nicolas Hülkenberg | Force India-Mercedes    | 1'28"155    | 1'27"685    | N.D.        | 10      |
| 12                          | 11 | Sergio Pérez       | Force India-Mercedes    | 1'28"469    | 1'28"002    | N.D.        | 11      |
| 13                          | 26 | Daniil Kvjat       | STR-Renault             | 1'28"074    | 1'28"039    | N.D.        | 12      |
| 14                          | 21 | Esteban Gutiérrez  | Sauber-Ferrari          | 1'28"374    | 1'28"280    | N.D.        | 13      |
| 15                          | 20 | Kevin Magnussen    | McLaren-Mercedes        | 1'28"389    | senza tempo | N.D.        | 14      |
| 16                          | 25 | Jean-Éric Vergne   | STR-Renault             | 1'28"194    | senza tempo | N.D.        | 21      |
| 17                          | 99 | Adrian Sutil       | Sauber-Ferrari          | 1'28"563    | N.D.        | N.D.        | 16      |
| 18                          | 4  | Max Chilton        | Marussia-Ferrari        | 1'29"586    | N.D.        | N.D.        | 17      |
| 19                          | 17 | Jules Bianchi      | Marussia-Ferrari        | 1'30"177    | N.D.        | N.D.        | 18      |
| 20                          | 9  | Marcus Ericsson    | Caterham-Renault        | 1'30"312    | N.D.        | N.D.        | 19      |
| 21                          | 10 | Kamui Kobayashi    | Caterham-Renault        | 1'30"375    | N.D.        | N.D.        | 20      |
| 22                          | 13 | Pastor Maldonado   | Lotus-Renault           | senza tempo | N.D.        | N.D.        | 22      |
| Tempo limite 107%: 1'32"837 |    |                    |                         |             |             |             |         |

In grassetto sono indicate le migliori prestazioni in Q1, Q2 e Q3.

## Gara

### Resoconto
Lewis Hamilton, partito dalla pole position, mantiene la testa della gara, davanti a Nico Rosberg, Valtteri Bottas, Daniel Ricciardo, Romain Grosjean e le due Ferrari. Nel corso del primo giro vi è un contatto tra Kevin Magnussen e Sebastian Vettel, ma senza conseguenze per le due vetture. Per un altro contatto, tra Kamui Kobayashi e Pastor Maldonado, il venezuelano è penalizzato con 5 secondi da scontarsi durante il cambio gomme.
Al dodicesimo passaggio Vettel, ora in quattordicesima posizione, effettua il primo cambio gomme. Due giri dopo tocca a Ricciardo, poi a Grosjean, al giro 16 ad Alonso, mentre un giro dopo è il turno di Räikkönen. Hamilton va al cambio gomme al giro 18, al ventesimo tocca a Bottas, mentre un giro dopo è il turno di Rosberg. Al giro 25, dopo un tentativo nel giro precedente, Kimi Räikkönen infila Grosjean per il quinto posto. Dopo i pit stop Ricciardo ha preso una posizione a Bottas, entrando sul podio virtuale. Vettel risale fino alla nona posizione.
Anche con le seconde soste, effettuate tra il giro 34 e il giro 45 la classifica rimane invariata. Vettel scala altre due posizioni, ed è settimo. Rosberg cambia gli pneumatici due giri dopo Hamilton, restandogli però sempre distante al secondo posto. Negli ultimi giri però il tedesco si avvicina a Hamilton, che sconta un maggior degrado delle gomme. Fernando Alonso effettua la terza sosta al cinquantaquattresimo passaggio, ma viene subito passato, al rientro in pista, da Sebastian Vettel. Il tedesco passa, poco dopo, anche Räikkönen. Al giro 63 Vettel sorpassa Bottas ponendosi quarto: dietro Alonso passa il compagno di scuderia per il sesto posto.
Nico Rosberg si avvicina a Hamilton senza riuscire però a passarlo. Per il britannico è il ventiseiesimo successo, quarto consecutivo. Daniel Ricciardo conquista il suo primo podio nel mondiale.

### Risultati
I risultati del Gran Premio sono i seguenti:
| Pos | Nº | Pilota             | Costruttore             | Giri | Tempo/Ritiro | Griglia | Punti |
| --- | -- | ------------------ | ----------------------- | ---- | ------------ | ------- | ----- |
| 1   | 44 | Lewis Hamilton     | Mercedes                | 66   | 1h41'05"155  | 1       | 25    |
| 2   | 6  | Nico Rosberg       | Mercedes                | 66   | +0"636       | 2       | 18    |
| 3   | 3  | Daniel Ricciardo   | Red Bull Racing-Renault | 66   | +49"014      | 3       | 15    |
| 4   | 1  | Sebastian Vettel   | Red Bull Racing-Renault | 66   | +1'16"702    | 15      | 12    |
| 5   | 77 | Valtteri Bottas    | Williams-Mercedes       | 66   | +1'19"293    | 4       | 10    |
| 6   | 14 | Fernando Alonso    | Ferrari                 | 66   | +1'27"743    | 7       | 8     |
| 7   | 7  | Kimi Räikkönen     | Ferrari                 | 65   | +1 giro      | 6       | 6     |
| 8   | 8  | Romain Grosjean    | Lotus-Renault           | 65   | +1 giro      | 5       | 4     |
| 9   | 11 | Sergio Pérez       | Force India-Mercedes    | 65   | +1 giro      | 11      | 2     |
| 10  | 27 | Nicolas Hülkenberg | Force India-Mercedes    | 65   | +1 giro      | 10      | 1     |
| 11  | 22 | Jenson Button      | McLaren-Mercedes        | 65   | +1 giro      | 8       |       |
| 12  | 20 | Kevin Magnussen    | McLaren-Mercedes        | 65   | +1 giro      | 14      |       |
| 13  | 19 | Felipe Massa       | Williams-Mercedes       | 65   | +1 giro      | 9       |       |
| 14  | 26 | Daniil Kvjat       | STR-Renault             | 65   | +1 giro      | 12      |       |
| 15  | 13 | Pastor Maldonado   | Lotus-Renault           | 65   | +1 giro      | 22      |       |
| 16  | 21 | Esteban Gutiérrez  | Sauber-Ferrari          | 65   | +1 giro      | 13      |       |
| 17  | 99 | Adrian Sutil       | Sauber-Ferrari          | 65   | +1 giro      | 16      |       |
| 18  | 17 | Jules Bianchi      | Marussia-Ferrari        | 64   | +2 giri      | 18      |       |
| 19  | 4  | Max Chilton        | Marussia-Ferrari        | 64   | +2 giri      | 17      |       |
| 20  | 9  | Marcus Ericsson    | Caterham-Renault        | 64   | +2 giri      | 19      |       |
| Rit | 10 | Kamui Kobayashi    | Caterham-Renault        | 34   | Freni        | 20      |       |
| Rit | 25 | Jean-Éric Vergne   | STR-Renault             | 24   | Scarico      | 21      |       |

## Classifiche mondiali

### Piloti
| Pos | Pilota             | Punti |
| --- | ------------------ | ----- |
| 1   | Lewis Hamilton     | 100   |
| 2   | Nico Rosberg       | 97    |
| 3   | Fernando Alonso    | 49    |
| 4   | Sebastian Vettel   | 45    |
| 5   | Daniel Ricciardo   | 39    |
| 6   | Nicolas Hülkenberg | 37    |
| 7   | Valtteri Bottas    | 34    |
| 8   | Jenson Button      | 23    |
| 9   | Kevin Magnussen    | 20    |
| 10  | Sergio Pérez       | 20    |
| 11  | Kimi Räikkönen     | 17    |
| 12  | Felipe Massa       | 12    |
| 13  | Romain Grosjean    | 4     |
| 14  | Jean-Éric Vergne   | 4     |
| 15  | Daniil Kvjat       | 4     |

### Costruttori
| Pos | Costruttore             | Punti |
| --- | ----------------------- | ----- |
| 1   | Mercedes                | 197   |
| 2   | Red Bull Racing-Renault | 84    |
| 3   | Ferrari                 | 66    |
| 4   | Force India-Mercedes    | 57    |
| 5   | Williams-Mercedes       | 46    |
| 6   | McLaren-Mercedes        | 43    |
| 7   | STR-Renault             | 8     |
| 8   | Lotus-Renault           | 4     |

## Decisioni della FIA
Pastor Maldonado, oltre alla penalità di cinque secondi comminatagli durante la gara, subisce la decurtazione di un punto sulla Superlicenza per il contatto con Kamui Kobayashi.